# Deuel County (South Dakota)
Das Deuel County ist ein County im US-amerikanischen Bundesstaat South Dakota. Das U.S. Census Bureau hat bei der Volkszählung 2020 eine Einwohnerzahl von 4295 ermittelt. Der Verwaltungssitz County Seat ist Clear Lake.

## Geografie
Das County liegt im Osten South Dakotas an der Grenze zu Minnesota. Es hat eine Fläche von 1649 Quadratkilometern, die sich auf 1615 Quadratkilometer Land- und 34 Quadratkilometer (2,07 Prozent) Wasserfläche verteilen. An das Deuel County grenzen folgende Nachbarcountys:
| Codington County | Grant County     | Lac qui Parle County (Minnesota)   |
|                  |                  | Yellow Medicine County (Minnesota) |
| Hamlin County    | Brookings County | Lincoln County (Minnesota)         |

## Geschichte
Das Deuel County wurde am 5. April 1862 gegründet. Am 20. Mai 1878 ist die Verwaltungsorganisation abgeschlossen worden. Benannt wurde das County nach Jacob Smith Deuel (1830–1898), der seit 1860 auf dem Gebiet des späteren Countys eine Sägemühle betrieb und bis 1863 in der gesetzgebenden Versammlung des Dakota-Territoriums saß. Der erste County Seat war Gary, bevor die Verwaltung nach Clear Lake umzog.
Zehn Bauwerke und Stätten des Countys sind im National Register of Historic Places (NRHP) eingetragen (Stand 31. Juli 2018).

## Bevölkerungsentwicklung
Nach der Volkszählung im Jahr 2010 lebten im Deuel County 4364 Menschen in 1800 Haushalten. Die Bevölkerungsdichte betrug 2,7 Einwohner pro Quadratkilometer. In den 1800 Haushalten lebten statistisch je 2,4 Personen.
Ethnisch betrachtet setzte sich die Bevölkerung zusammen aus 97,8 Prozent Weißen, 0,9 Prozent Afroamerikanern, 0,4 Prozent amerikanischen Ureinwohnern, 0,2 Prozent Asiaten sowie aus anderen ethnischen Gruppen; 0,8 Prozent stammten von zwei oder mehr Ethnien ab. Unabhängig von der ethnischen Zugehörigkeit waren 2,6 Prozent der Bevölkerung spanischer oder lateinamerikanischer Abstammung.
23,0 Prozent der Bevölkerung waren unter 18 Jahre alt, 57,0 Prozent waren zwischen 18 und 64 und 20,0 Prozent waren 65 Jahre oder älter. 48,2 Prozent der Bevölkerung war weiblich.

Das jährliche Durchschnittseinkommen eines Haushalts lag bei 46.186 USD. Das Pro-Kopf-Einkommen betrug 24.518 USD. 5,4 Prozent der Einwohner lebten unterhalb der Armutsgrenze.

## Ortschaften im Deuel County
Citys
- Clear Lake
- Gary

Towns
| - Altamont - Astoria - Brandt | - Goodwin - Toronto |

Unincorporated Communities
- Bemis
- Johnsonville

## Gliederung
Das Deuel County ist neben den zwei Citys und den fünf Towns in 16 Townships eingeteilt:
| Township                 | Einwohner (2010) | FIPS     |
| ------------------------ | ---------------- | -------- |
| Altamont Township        | 84               | 46-01180 |
| Antelope Valley Township | 25               | 46-01780 |
| Blom Township            | 103              | 46-06060 |
| Brandt Township          | 128              | 46-06980 |
| Clear Lake Township      | 242              | 46-12580 |
| Glenwood Township        | 105              | 46-24700 |
| Goodwin Township         | 159              | 46-24860 |
| Grange Township          | 127              | 46-25540 |

| Township             | Einwohner (2010) | FIPS     |
| -------------------- | ---------------- | -------- |
| Havana Township      | 193              | 46-27740 |
| Herrick Township     | 147              | 46-28380 |
| Hidewood Township    | 93               | 46-28620 |
| Lowe Township        | 97               | 46-39060 |
| Norden Township      | 356              | 46-45300 |
| Portland Township    | 74               | 46-51420 |
| Rome Township        | 85               | 46-55780 |
| Scandinavia Township | 208              | 46-57740 |